# Raïon de Petchenga
Le raïon de Petchenga est une subdivision territoriale administrative de l'oblast de Mourmansk, en Russie. Son centre administratif est la commune urbaine de Nikel.

## Géographie
Le raïon se trouve dans la péninsule de Kola, à l'extrême nord-ouest de la Russie, au-delà du cercle arctique. Sa limite occidentale marque la frontière avec la Norvège. Son territoire couvre 8 700 km2.

## Histoire
Le raïon est créé par un décret du Præsidium du Soviet suprême du 21 juillet 1945 sur une partie du territoire de l'ancien district de Petsamo qui fit partie de la Finlande entre 1920 et 1944. Le nouveau raïon est intégré à l'oblast de Mourmansk.
Le 29 mai 2012, un accord lève le régime des visas pour les travailleurs frontaliers du raïon de Petchenga et de la commune norvégienne de Sør-Varanger.

## Population
Selon le recensement de 2010, la population du raïon s'élevait à 38 920 habitants, dont 53,7 % d'hommes et 46,3 % de femmes. La région est majoritairement bilingue finnois/russe, ou de langue russe, et compte quelques centaines de locuteurs du same, un dialecte lapon. 
Les localités les plus peuplées sont en 2013 :
- Zapoliarny, 15 589 habitants
- Nikel, 12 364 habitants
- Petchenga, 3 117 habitants

## Subdivisions territoriales
Le raïon est formé de trois territoires (ou municipalités) urbains et d'un territoire rural:
- Territoire urbain de Zapoliarny (15 825 habitants en 2010) qui comprend la ville de Zapoliarny
- Territoire urbain de Nikel (13 131 habitants en 2010) qui comprend la commune urbaine de Nikel, les villages de Borissoglebski, Priretchny, Rayakoski et de Salmiyarvi.
- Territoire urbain de Petchenga (7 418 habitants en 2010) qui comprend la commune urbaine de Petchenga, et les villages de Vaïda-Gouba, Zoubovka et de Liinakhamari, le hameau formé autour de la gare de Petchanga, et les villages de Spoutnik et de Tsypnavolok.
- Territoire rural de Korzounovo (2 546 habitants en 2010) qui comprend le village de Korzounovo, le village de Luostari, le hameau formé autour de la gare de Luostari, et la gare de Titovka.

### Localités
Le raïon de Kandalakcha comptait au 5 juillet 2021 17 localités. Les localités les plus peuplées sont la ville de Zapoliarny (14 791 habitants au recensement de 2021), la commune urbaine de Nikel (9 858 habitants en 2021) et la commune urbaine de Petchenga (2 206 habitants en 2021).
| Liste des localités | Liste des localités                                    | Liste des localités | Liste des localités | Liste des localités |
| N°                  | Localité                                               | Statut              | Population 2010     | Population 2021     |
| ------------------- | ------------------------------------------------------ | ------------------- | ------------------- | ------------------- |
| 1                   | Borissoglebski                                         | localité            | 21                  |                     |
| 2                   | Vaïda Gouba                                            | localité            | 94                  |                     |
| 3                   | Zapoliarny                                             | ville               | 15 825              | 14 791              |
| 4                   | Korzounovo                                             | localité            | 275                 |                     |
| 5                   | Liinakhamari                                           | localité            | 475                 |                     |
| 6                   | Louostari                                              | village-gare        | 10                  |                     |
| 7                   | Louostari                                              | localité            | 2260                | 1687                |
| 8                   | Nikel                                                  | commune urbaine     | 12 756              | 9858                |
| 9                   | Petchenga                                              | village-gare        | 1565                |                     |
| 10                  | Petchenga                                              | commune urbaine     | 3188                | 2206                |
| 11                  | Priretchny                                             | localité            | 45                  |                     |
| 12                  | Poutevaïa Ousadba 9 km jeleznoï dorogi Louostari-Nikel | localité            | 0                   |                     |
| 13                  | Raïakoski                                              | localité            | 238                 |                     |
| 14                  | Salmiïarvi (finlandais : Salmijärvi)                   | localité            | 71                  |                     |
| 15                  | Spoutnik                                               | localité            | 2061                | 1597                |
| 16                  | Titovka                                                | village-gare        | 1                   |                     |
| 17                  | Tsypnavolok                                            | localité            | 35                  |                     |

## Environnement
La réserve naturelle internationale de Pasvik se trouve sur le territoire du raïon de Petchenga, avec une partie en Norvège. Elle a été fondée en 1992 et s'étend sur 166,4 km2.